# Kayseri
Kayseri (lateinisch Caesarea, benannt zu Ehren des römischen Kaisers Tiberius; griechisch Καισάρεια Kaisareia, armenisch Կեսարիա Kesaria), zuvor Mazaka (armenisch Մաժաք Maschak, griechisch Μαζάκα) oder Eusebeia (griechisch Ἐυσεβεία), ist die Hauptstadt der gleichnamigen Provinz Kayseri in Kappadokien in der Türkei. Die Stadt hatte 2000 noch 536.392 Einwohner, die heutige Büyükşehir Belediyesi (deutsch etwa Großstadtkommune), die seit 2013 mit der Provinz Kayseri deckungsgleich ist, hat knapp 1,50 Mio. Einwohner (Stand 2020).
Kayseri liegt in 1054 m Seehöhe am Fuße des erloschenen Vulkanes Erciyes (3916 m), der die Tuffsteinschichten in Kappadokien verursachte.

## Geschichte

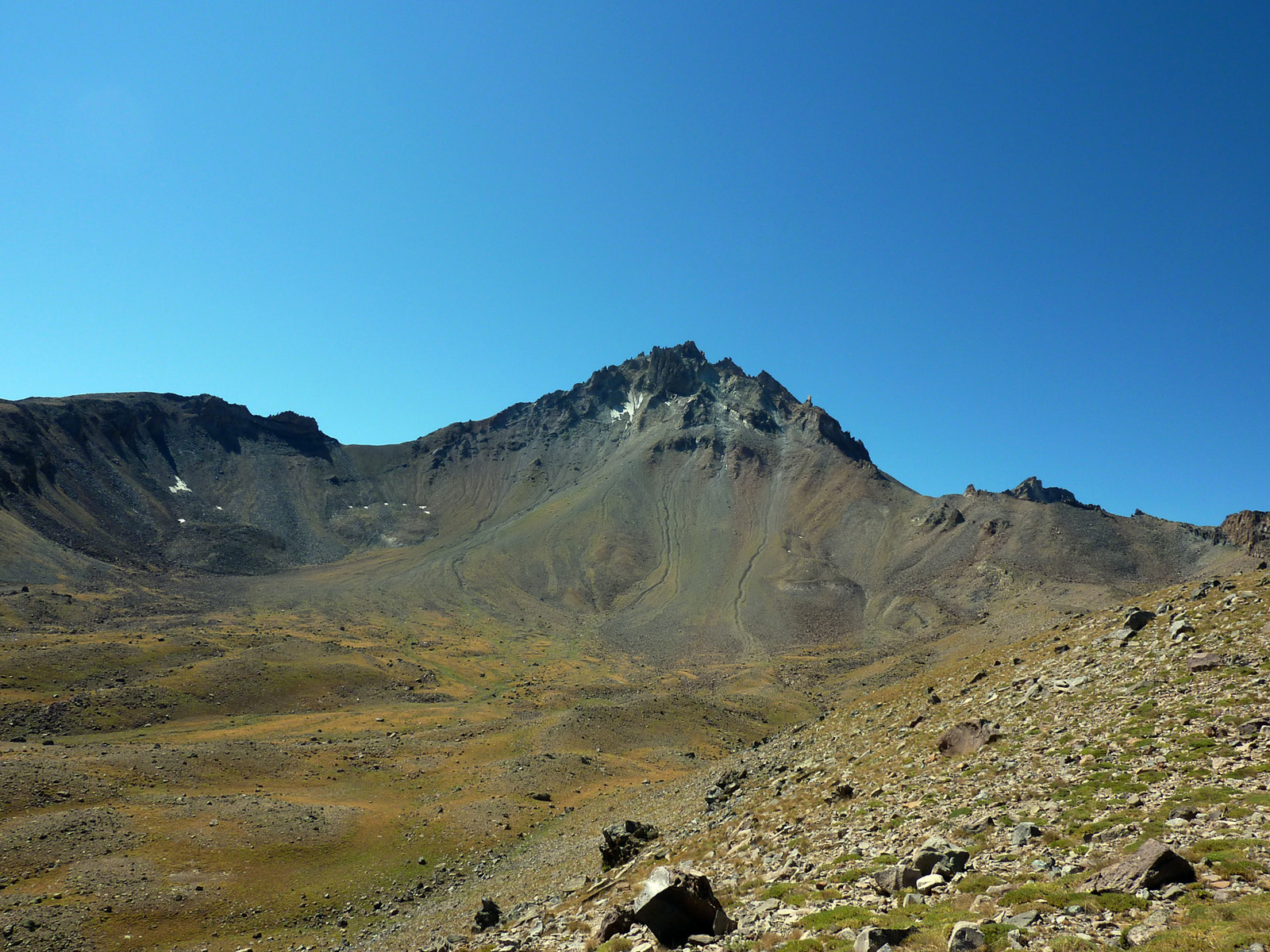
Der nahegelegene vulkanische Berg Erciyes

Der Standort der heutigen Stadt war bis in das 4. Jahrhundert v. Chr. von Salzseen und Sümpfen durchsetzt, die teilweise im letzten Jahrhundert drainiert wurden. Seit hethitischer Zeit hieß der Ort Mazaka. In hellenistischer Zeit residierten hier die Könige von Kappadokien, und Eusebeia, wie Mazaka damals auch genannt wurde, bildete neben Tyana im Süden eines der beiden Landeszentren.
Nach Strabon war die Stadt zu seiner Zeit unbefestigt und von räuberischen Stämmen umgeben. Das umgebende Land war unfruchtbar, sandig und steinig, die Stadt selbst „wasserlos“. Die vulkanische Aktivität um den Erciyes scheint damals zahlreiche „Feuergruben“ erzeugt zu haben. Die Holzversorgung an den Hängen des Vulkanbergs gestaltete sich daher schwierig. In der Ebene um die Stadt floss der sumpfige Fluss Melas (griechisch Μέλας), der heutige Karasu Çayı (beide Namen bedeuten „schwarzer Fluss“), ein Nebenfluss des Delice Çayı, in der Antike Cappadox genannt und seinerseits ein Nebenfluss des Kızılırmak oder Halys. Durch die Aufstauung des Melas an dessen Mündung schuf der kappadokische König Ariarathes einen „meerähnlichen See“ mit einigen Inseln. Der Bruch des Staudamms verursachte eine Schlammflut am gesamten Unterlauf des Halys, namentlich bei den Galatern Phrygiens, die daraufhin Entschädigung verlangten.
Um 77 v. Chr. wurde die Stadt zum zweiten Mal vom armenischen Großkönig Tigranes II. eingenommen. Der Herrscher ließ zahlreiche Bewohner in seine neue Hauptstadt Tigranokerta im nördlichen Mesopotamien deportieren. Nach der Eroberung dieses Ortes durch die Römer unter Pompeius (69 v. Chr.) konnte die umgesiedelte Bevölkerung zurückkehren. Mit dem Tode seines letzten Königs Archelaos verlor Kappadokien 17 n. Chr. seine Selbstständigkeit und wurde unter Kaiser Tiberius in die römische Provinz Cappadocia umgewandelt. Mazaka–Eusebeia diente nun als Provinzhauptstadt und erhielt den Namen Caesarea (griechisch Kaisáreia). Nach der Teilung Kappadokiens unter Kaiser Valens war Caesarea die Hauptstadt von Cappadocia prima.

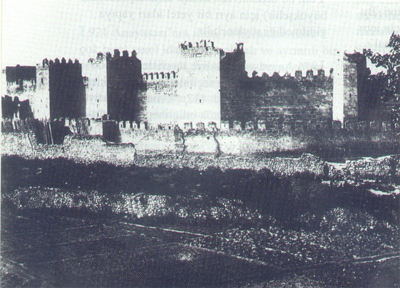
Die Befestigungsmauern von Kayseri im Jahre 1897

Nach christlicher Überlieferung fand das Christentum bei den Bürgern der Stadt früh Anklang (1 Petr 1,1 ). Zu Beginn des 3. Jahrhunderts war Caesarea ein Mittelpunkt christlich-theologischer Bildung. Eine Blüte erlebte Caesarea im 4. Jahrhundert. Die Sozialwerke (Spitäler, Altersheime, Armenspeisung), die der Bischof Basilius von Caesarea in der zweiten Hälfte des vierten Jahrhunderts dort einrichtete, waren in der Antike berühmt. Die neue Siedlung wuchs rasch, während die alten Viertel allmählich verfielen (Reste sind noch heute zu finden).
Nach unruhigen Zeiten ging die Stadt um 1077 dem Byzantinischen Reich verloren. 1082 kam sie in den Besitz der Danischmenden, während des 1. Kreuzzuges (1096–1099) vorübergehend auch in den der Kreuzfahrer unter Gottfried von Bouillon. Im 12. und 13. Jahrhundert war sie zeitweilig Residenz der Seldschuken und erlebte eine zweite Blütezeit. Nach weiteren Eroberungen wurde sie von den Mongolen regiert. Das anschließend osmanische Kayseri wurde 1401 unter Timur erneut mongolisch, ab 1468 wieder osmanisch. Die folgende lange Friedenszeit ermöglichte eine Aufwärtsentwicklung als Provinzstadt.
Um 1900 wurde die Neustadt nördlich der Zitadelle erbaut. Aus dieser Zeit sind viele Gebäude erhalten. Hier findet man auch die älteste psychiatrische Klinik der Neuzeit, in der mit Hilfe von Musik therapiert wurde – eine damals revolutionäre Behandlungsmethode. Im 19. Jahrhundert war Kayseri das Zentrum des Faulbaumanbaus, vor allem zur Teppichherstellung. Durchschnittlich wurden jährlich 400–500 t Früchte produziert.
Am 17. Dezember 2016 kam es nach Angaben der Nachrichtenagentur Doğan Haber Ajansı am Eingangstor der Erciyes-Universität zu einer Explosion. Die Detonation traf einen vorbeifahrenden öffentlichen Bus, in dem Soldaten der türkischen Streitkräfte saßen. Nach Militärangaben gab es 13 Tote und mehrere Verletzte. Der Vizeministerpräsident der Türkei, Veysi Kaynak, sagte im Fernsehsender NTV, „heimtückische Interessengruppen“ hätten Mitglieder der Kayseri-Luftwaffenbrigade ins Visier genommen.

## Bevölkerung
Durch das Gesetz Nr. 3508 wurde die Provinzhauptstadt Kayseri zur Großstadtgemeinde (Büyükşehir Belediyesi) erklärt und gleichzeitig in zwei Landkreise getrennt: Kocasinan und Melikgazi. Später wurde das Gebiet der „Kernstadt“ auf drei weitere Kreise erweitert: Hacılar, Talas und İncesu, wobei die beiden ersten Kreise neu gebildet wurden. Mit dem Gesetz Nr. 6360 wurde schließlich das Gebiet der Großstadtgemeinde auf alle Kreise/Gemeinden ausgeweitet und die Dörfer und Gemeinden darin zu Mahalle erklärt. Diese Verwaltungsreform trat 2013/2014 in Kraft, geplant war der 30. März 2014 – der Tag der Kommunalwahlen.
Nach dem Großstadt-Gesetz vom Jahre 2012 gilt die Provinzgrenze als Stadtgrenze. Folglich zählen die Stadtbezirke jetzt auch zur Stadt. Auf die engere Kernstadt, welche aus den Stadtteilen Kocasinan, Melikgazi und Talas besteht, entfallen ca. 1 Mio. Einwohner.

### Bevölkerungszahlen nach Volkszählungen 1927 bis 2000
Nachfolgende Tabelle gibt Auskunft über die Entwicklung der Einwohnerzahlen von Stadt (Şehir), Kreis (İlçe) und Provinz (İl) Kayseri. Die Zahlen wurden den als PDF-Dateien veröffentlichten Ergebnisse der Volkszählungen der angegebenen Jahre entnommen, abrufbar über die Bibliothek des TURKSTAT (TÜİK) sowie über die Volkszählungsseite des (TÜİK) für die Jahre 1965 bis 2000 (nur in türkischer Sprache)
Da ab 1990 der zentrale Landkreis der Provinzhauptstadt (Merkez Ilçe) nicht mehr existierte, wurden die Werte der beiden oberen Zeilen durch Addition der Ergebnisse von Kocasinan und Melikgazi ermittelt.
| Region                   | 1927       | 1935       | 1940       | 1945       | 1950       | 1955       | 1960       | 1965       | 1970       | 1975       | 1980       | 1985       | 1990       | 2000       |
| ------------------------ | ---------- | ---------- | ---------- | ---------- | ---------- | ---------- | ---------- | ---------- | ---------- | ---------- | ---------- | ---------- | ---------- | ---------- |
| Stadt (Şehir)            | 39.544     | 46.181     | 52.467     | 57.864     | 65.488     | 82.405     | 102.596    | 126.653    | 160.985    | 207.037    | 281.320    | 373.937    | 421.362    | 536.392    |
| zentraler Kreis (Merkez) | 100.006    | 114.781    | 127.875    | 140.861    | 155.699    | 179.651    | 193.560    | 222.699    | 268.482    | 326.459    | 421.123    | 488.429    | 490.143    | 536.392    |
| Provinz (İl)             | 250.490    | 310.458    | 342.969    | 370.089    | 403.861    | 422.010    | 480.387    | 536.206    | 598.693    | 676.809    | 778.383    | 864.060    | 943.484    | 1.060.432  |
| Türkei                   | 13.648.270 | 16.158.018 | 17.820.950 | 18.790.174 | 20.947.188 | 24.064.763 | 27.754.820 | 31.391.421 | 35.605.176 | 40.347.719 | 44.736.957 | 50.664.458 | 56.473.035 | 67.803.927 |

Stadtbezirke mit Einwohnerdichte
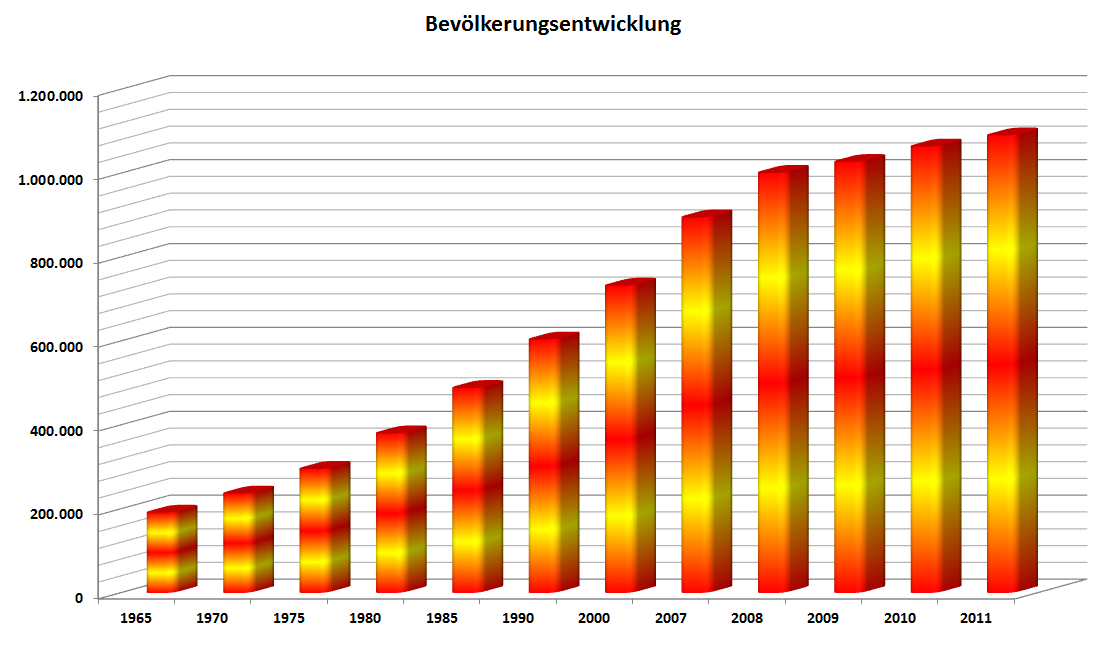
Bevölkerungsentwicklung

## Oberbürgermeister
Mit Datum und Wahlergebnis
| - Niyazi Bahçecioğlu (9. Dezember 1973) - Niyazi Bahçecioğlu (1977) - Fevzi Yetkiner (23. September 1980) - Yalçın Besceli (9. März 1983) | - Hüsamettin Çetinbulut (25. März 1984) - Niyazi Bahçecioğlu (26. März 1989) - Şükrü Karatepe (27. März 1994) - Mehmet Özhaseki (23. Juni 1998) | - Mehmet Özhaseki (18. April 1999 / mit 40 %) - Mehmet Özhaseki (24. März 2004 / mit 70,2 %) - Mehmet Özhaseki (29. März 2009 / mit 60,5 %) - Mehmet Özhaseki (30. März 2014 / mit 59 %) | - Mustafa Çelik (15. Februar 2015 / mit 69,5 %) |

## Küche
Die Stadt ist berühmt für ihren luftgetrockneten Rindfleisch-Schinken (Pastırma), ihre Knoblauchwurst Sucuk und die gefüllten Teigtaschen Mantı.

## Bildung und Forschung
Kayseri beherbergt drei Universitäten mit 52.000 Studenten und 5000 Absolventen. Die Abdullah-Gül-Universität hat im Studienjahr 2013/14 den Betrieb mit 121 Studenten aufgenommen. Sie verfügt über drei Fakultäten und acht Abteilungen. Die Erciyes Universität ist die größte, die mit etwa 29.000 Studenten den 17. Platz in der Türkei einnimmt. Sie wurde 1978 südöstlich von Kayseri gegründet und trug vorher dessen Namen, bevor sie im Jahre 1982 nach dem Berg Erciyes benannt wurde. Sie untergliedert sich in 16 Fachbereiche, 70 Studienfächer, sieben Berufsfachschulen, sieben Institute und 19 Forschungsbereiche. 2020 Akademiker sind hier beauftragt Wissen zu vermitteln. Der Grundstein für die Errichtung dieser Universität wurde im Jahre 1968 gelegt, wo eine nach Gevher Nesibe benannte medizinische Fakultät eröffnet wurde. Gevher Nesibe war die Tochter des seldschukischen Sultans Kılıç Arslan II., die 1204 in Kayseri an Tuberkulose starb.
Die 2008 errichtete Melikşah-Universität, die südöstlich im Stadtteil Talas liegt, untergliedert sich in vier Fachbereiche mit zwölf Studienfächern, zwei Institute, die insgesamt 110 Lehrbeauftragte beschäftigt. Hier finden jährlich 1311 Studenten Platz. Die Fachbereiche sind Architektur, Ingenieurswesen, Literatur und Rechtswissenschaften. Sie hat ihren Namen nach dem seldschukischen Sultan Melikşah, der das Seldschukenreich von 1072 bis 1092 regierte. Die nordwestlich im Stadtteil Erkilet gelegene Nuh-Yaci-Yazgan-Universität mit ihren vier Fachbereichen und sechs Studienfächern, sieben Berufsfachschulen und zwei Instituten beschäftigt 22 Lehrbeauftragte. Seit 2009 finden hier jährlich 100 Studenten Platz. Nuh Yaci Yazgan war ein wohltätiger Geschäftsmann und Politiker, der im Jahre 1947 in Kayseri verstarb.
80 % – 90 % der Studenten werden vom Yükseköğretim Kurulu (YÖK), einer Art Hochschulrat, jährlich nach dem Prinzip Öğrenci Seçme Sınavı (Studienberechtigungsprüfung) ausgewählt. Sie hat ihren Sitz in Ankara und wurde 1982 nach dem Militärputsch gegründet, um die Universitäten zu entpolitisieren. Der restliche Platz entfällt auf ausländische Studenten.
269.076 Schüler besuchen eine der 1163 Schulen oder Einrichtungen. Kayseri hat insgesamt 14.798 Lehrbeauftragte. Somit fallen auf einen Lehrbeauftragten 28 Schüler in den Grund- und Mittelschulen und 30 Schüler in den Berufsschulen. Die Stadt verfügt über 9640 Lehrräume.

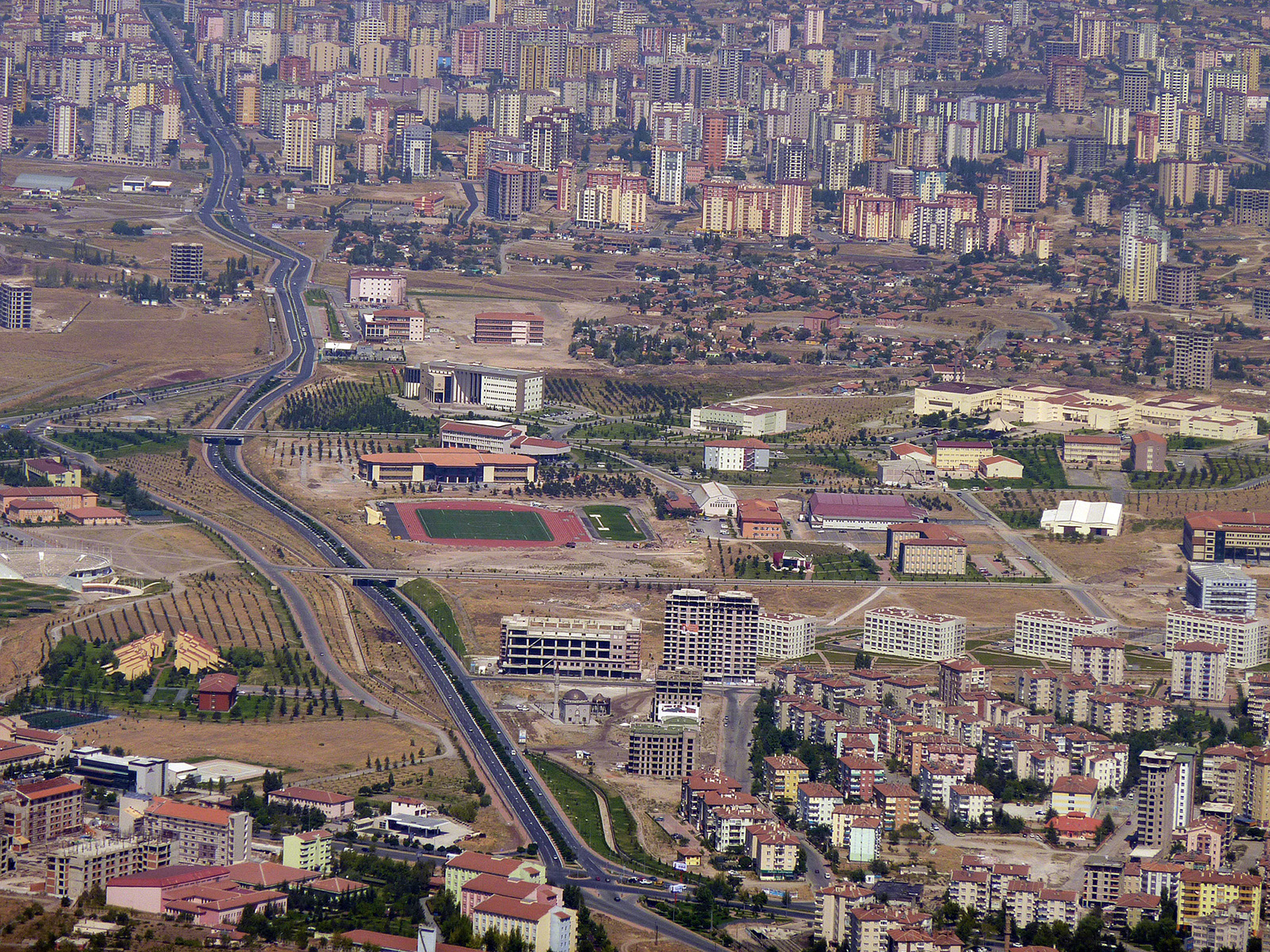
Erciyes-Universität
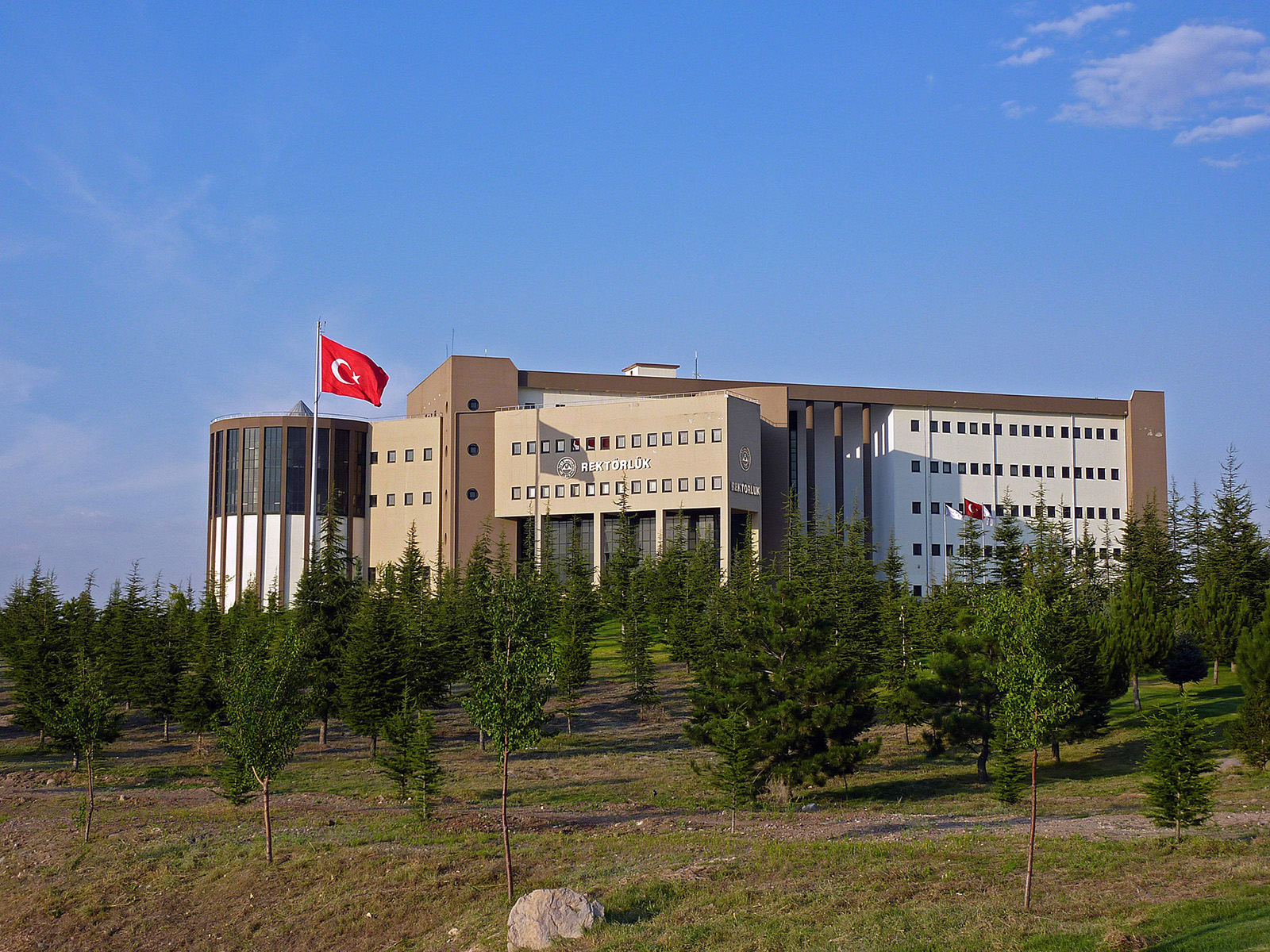
Erciyes-Universität
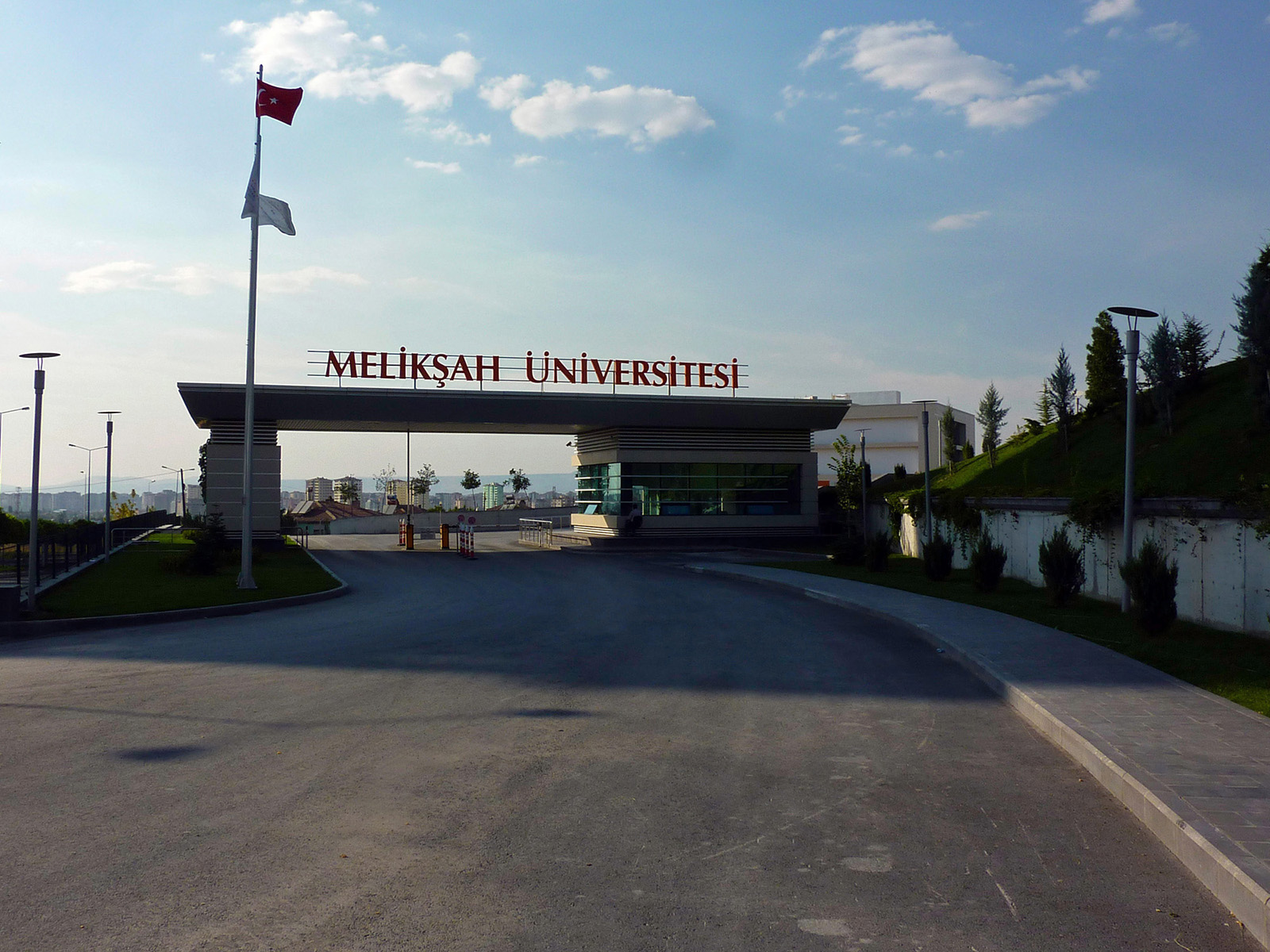
Meliksah-Universität
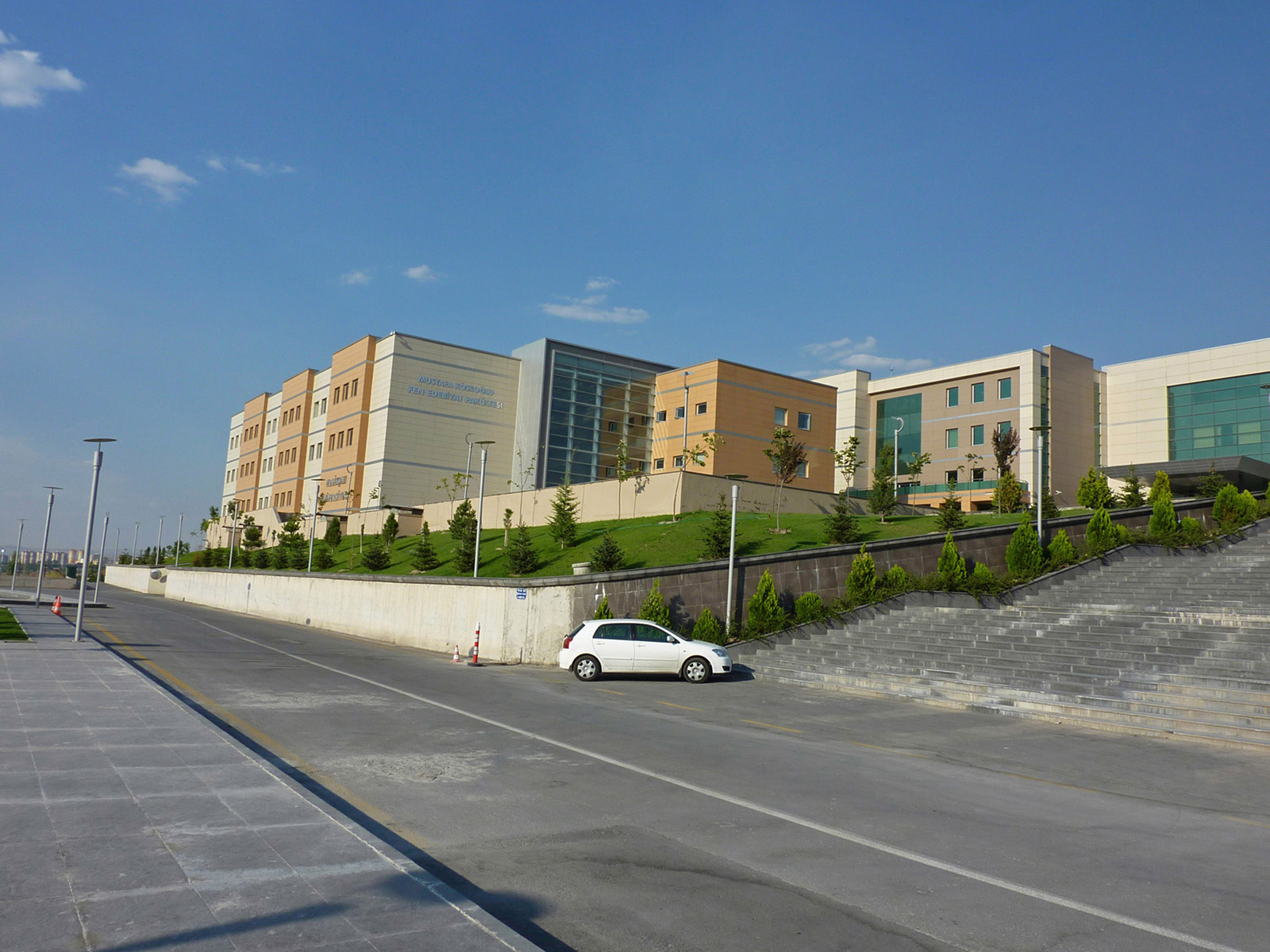
Meliksah-Universität
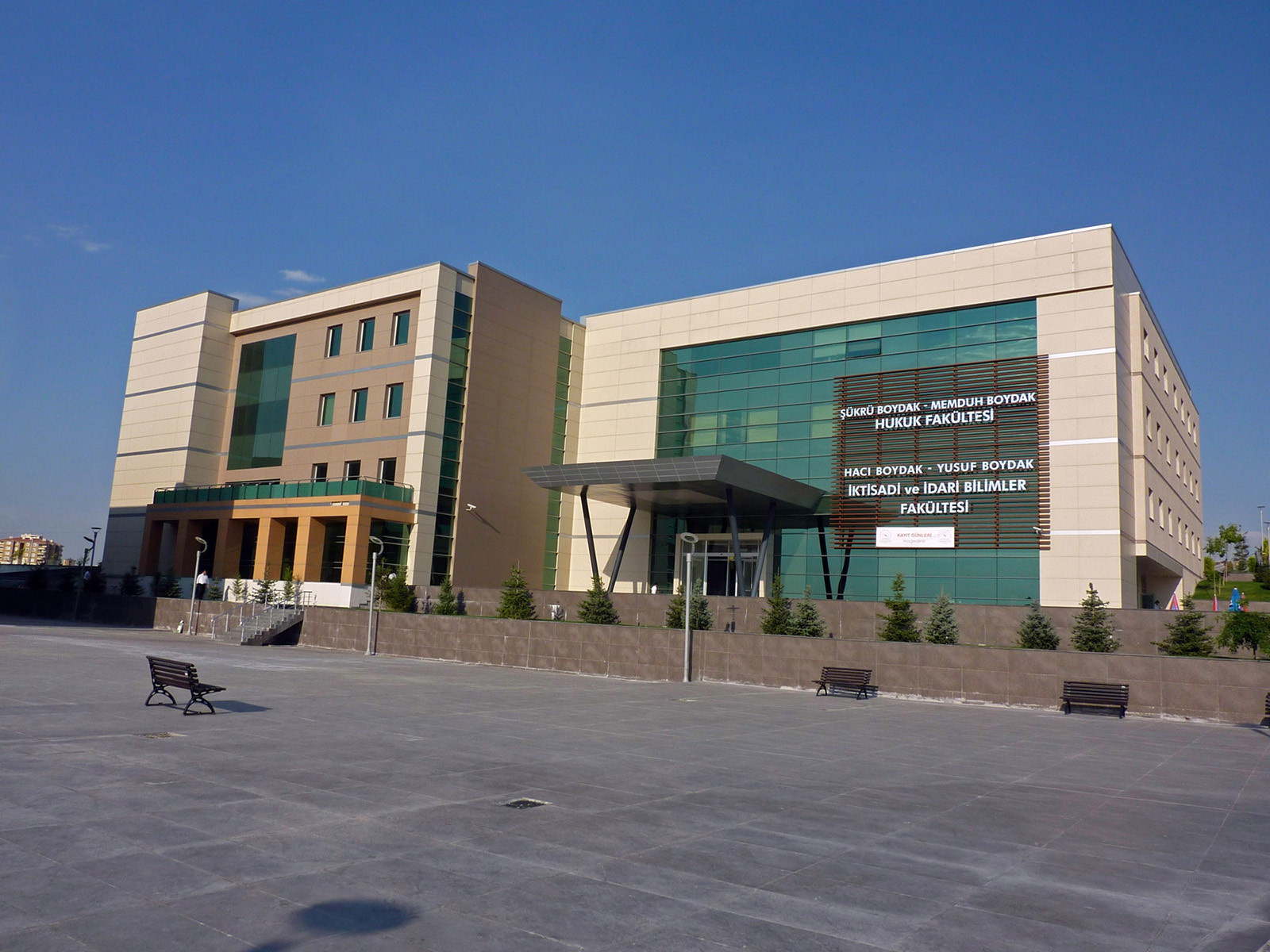
Meliksah-Universität

## Sehenswertes

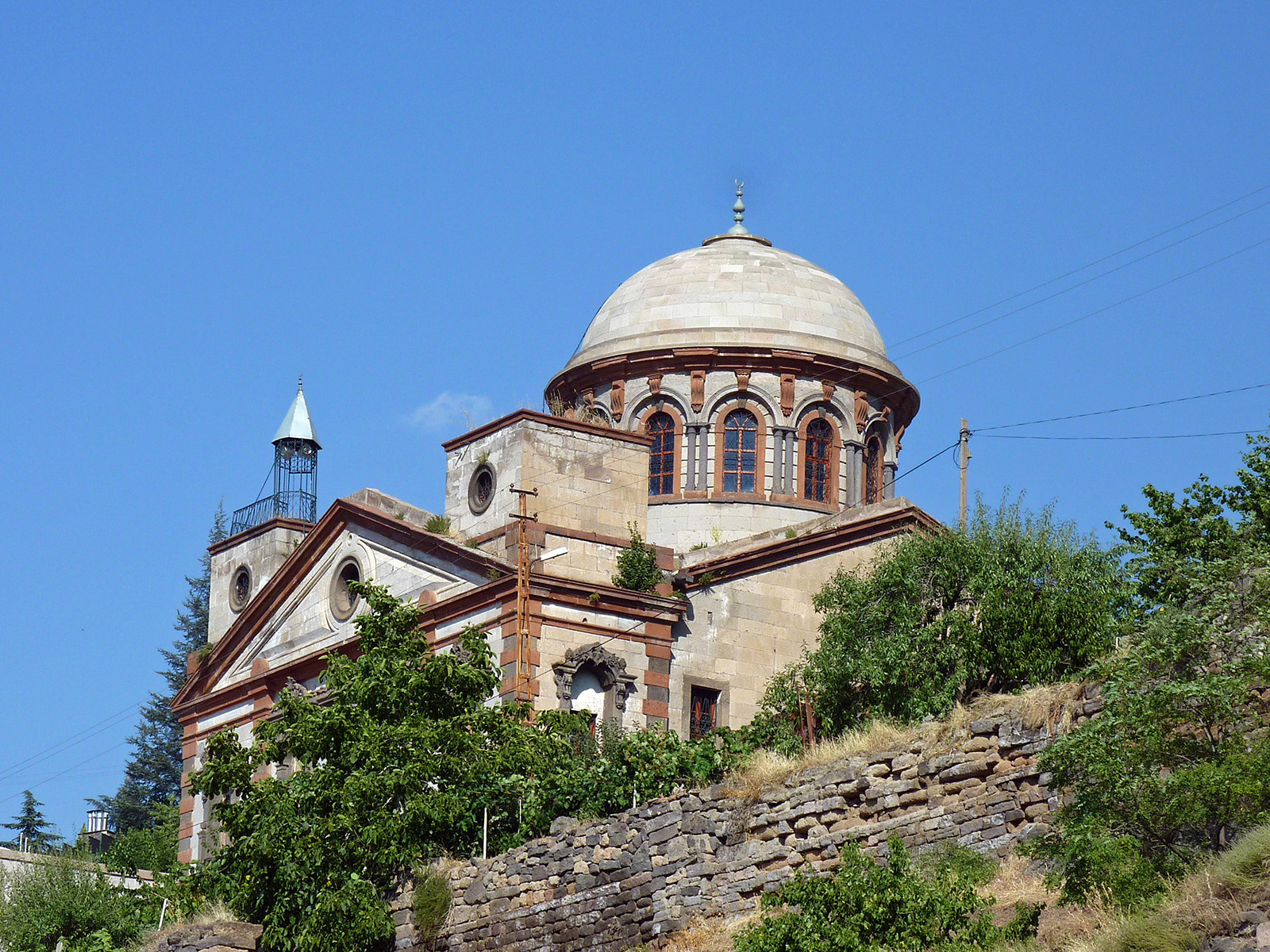
Talas, Panaghia-Kirche (in Moschee umgewandelt)

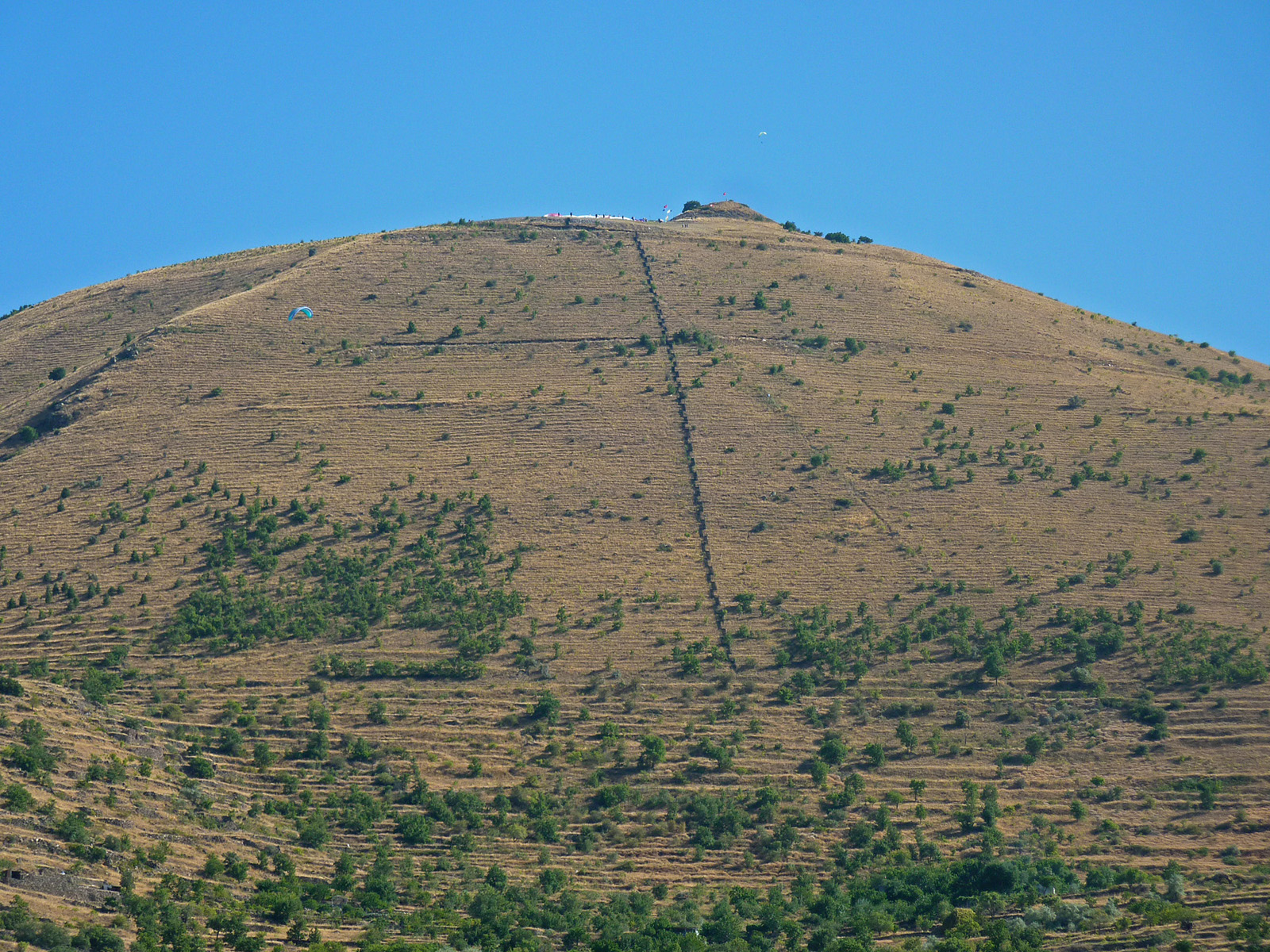
Die Aufforstung des Ali Dağı

In der Umgebung gibt es einige Sehenswürdigkeiten, unter anderem
- Die armenische Sankt-Gregor-der-Erleuchter-Kirche
- Die Ausgrabungen von Kültepe (dem bronzezeitl. Kaneš)
- Das hethitische Felsrelief von Fıraktın
- Das hethitische Felsrelief von Hanyeri
- Mimarsinan, den Geburtsort des Architekten Sinan
- Im Ort Gezi eine unterirdische Stadt
- Das Soğanlı-Tal mit zahlreichen Höhlenkirchen
- Die unterirdische Stadt am Fuße des Ali Dağı im Stadtteil Talas
- Die in Talas gelegene griechisch-orthodoxe Panaghia-Kirche, die in eine Moschee umgebaut wurde[13]

- Die im Grenzgebiet zu Adana liegenden Kapuzbaşı-Wasserfälle
- Der südöstlich gelegene Nationalpark Sultan Sazlığı
- Der auch zur Salzgewinnung genutzte See Tuzla
- Der Stausee Yamula
- Felssteinhöhlen im Stadtteil Erkilet
- Die restaurierte Zitadelle der Stadt mit dem Archäologische Museum Kayseri

In der Innenstadt finden sich mehrere seldschukische Moscheen vom Typus der Ulu Cami (zentrumsloser Säulensaal).

### Ausbau des Erciyes-Bergs zu einem Wintersportort
Mit Investitionen in Höhe von 300 Mio. € soll der Berg für den Wintersport erschlossen werden. Dabei werden mehrere Skipisten und ein kleiner künstlicher See am Fuße des Erciyes Dağı errichtet. Nach der Fertigstellung des Erciyes Masterplans wird die Skipiste insgesamt 160 km lang. Hinzu kommen noch 5000 Übernachtungsmöglichkeiten. Die Arbeiten wurden Anfang 2013 abgeschlossen. Auch einen Funpark für Freestyle-Snowboarder und Skifahrer soll es geben. Die Stadt hat Ambitionen, das Skigebiet zum größten der Türkei zu machen und damit vor allem europäische Wintersportler anzuziehen.

### Aufforstung des Ali-Bergs
Um die Stadt attraktiver zu gestalten, wurde der Ali Dağı aufgeforstet.
Die Gesamtfläche umfasst 550 Hektar. Zuerst wurde die von der Stadt aus sichtbare Frontseite des Berges (210 Hektar) bepflanzt. Hier wurden bis Ende 2007 180.000 Sprösslinge gesetzt und bewässert. Insgesamt wurden 800.000 Bäume gepflanzt.

## Klima
Kayseri hat durch seine Lage im Bereich des Kontinentalklimas warme Sommer und kalte Winter. Die warmen Tage beginnen im April und dauern bis Oktober an. Höchsttemperaturen werden zwischen Juli und August erreicht. Das Wetter ist dann sehr warm und trocken. Die Monate April und Mai sind für ihre niederschlagsreiche Zeit bekannt.
|                        | Jan  | Feb  | Mär  | Apr  | Mai  | Jun  | Jul  | Aug  | Sep  | Okt  | Nov  | Dez  |   |       |
| Mittl. Temperatur (°C) | −1,5 | 0,1  | 5,0  | 10,8 | 15,0 | 19,3 | 22,7 | 22,3 | 17,5 | 11,8 | 5,0  | 0,4  | ⌀ | 10,8  |
| Mittl. Tagesmax. (°C)  | 4,2  | 5,8  | 11,6 | 17,7 | 22,2 | 26,8 | 30,7 | 30,9 | 26,7 | 20,2 | 12,2 | 6,1  | ⌀ | 18    |
| Mittl. Tagesmin. (°C)  | −6,2 | −5,2 | −1,2 | 3,6  | 7,0  | 10,1 | 12,6 | 12,2 | 7,9  | 4,2  | −0,7 | −4,3 | ⌀ | 3,4   |
|                        |      |      |      |      |      |      |      |      |      |      |      |      |   |       |
| Niederschlag (mm)      | 30,5 | 34,5 | 41,1 | 53,3 | 57,2 | 37,3 | 14,1 | 6,1  | 10,5 | 37,4 | 38,3 | 39,3 | Σ | 399,6 |
|                        |      |      |      |      |      |      |      |      |      |      |      |      |   |       |
| Sonnenstunden (h/d)    | 2,8  | 3,9  | 4,9  | 6,2  | 8,2  | 10,3 | 11,7 | 11,2 | 8,8  | 6,4  | 4,4  | 2,6  | ⌀ | 6,8   |
|                        |      |      |      |      |      |      |      |      |      |      |      |      |   |       |
| Regentage (d)          | 10,6 | 11,2 | 11,8 | 13,0 | 13,2 | 8,5  | 2,5  | 1,9  | 3,4  | 7,5  | 9,1  | 11,3 | Σ | 104   |
|                        |      |      |      |      |      |      |      |      |      |      |      |      |   |       |
| Luftfeuchtigkeit (%)   | 78   | 74   | 67   | 61   | 61   | 55   | 49   | 48   | 50   | 59   | 72   | 79   | ⌀ | 62,7  |

| −6,2 |

| −5,2 |

| −1,2 |

| 3,6 |

| 7,0 |

| 10,1 |

| 12,6 |

| 12,2 |

| 7,9 |

| 4,2 |

| −0,7 |

| −4,3 |

| −6,2 |

| −5,2 |

| −1,2 |

| 3,6 |

| 7,0 |

| 10,1 |

| 12,6 |

| 12,2 |

| 7,9 |

| 4,2 |

| −0,7 |

| −4,3 |

## Medien
| Fernsehkanäle | - e-haber - Erciyes TV - Kampüs TV - Kanal38 | - KAYTV - tv Kayseri - TV 1 |

| Radios | - 38 Kent FM - Anadolu FM - Arifhan FM - Art FM - Birlik FM | - Cağri FM - Can Radyo - Deniz FM - Dünya FM - Erciyes FM | - Furkan Radyo - Gözde FM - Kayseri FM Radyo - Radyo FM - Kolej FM | - Radyo Life - Radyo 38 - Radyo AS - Radyo Han - Radyo Plus | - Safak Radyo - Üniversite FM |

| Zeitungen | - Büyük Kayseri - Erciyes Gazetesi - Kayseri Haber - Kayseri Manşet | - Kayseri Olay - Ülker Gazetesi - Yeni Kayseri - Yeni Sabah |

## Sport
Der Fußballverein Kayserispor spielt in der türkischen Süper Lig. Er wurde 1966 gegründet und trägt die Farben Rot-Gelb. Kayserispor wurde mehrfach Meister in der zweiten Liga. In der Saison 2000/2001 gelang der Durchbruch: Erciyesspor (der damalige Name des Vereins) überstand die Play-offs und stieg erstmals in die höchste Spielklasse auf. Um den Namen der Stadt offensichtlicher zu vertreten, übernahm der Klub gleichzeitig den Namen Kayserispor von seinem lokalen Konkurrenten, der wiederum als Kayseri Erciyesspor, also mit dem abgelegten Namen des Aufsteigers, weiterspielte. Der Verein gewann in der Saison 2007/2008 den türkischen Pokal (Fortis Türkiye Kupasi).
Der Verein Kayseri Erciyesspor hat es geschafft, innerhalb weniger Jahre von der Amateurliga in die erste Liga aufzusteigen, dann ins Finale des türkischen Pokals zu kommen und im UEFA-CUP mitzuspielen. Der Verein spielt in der Saison 2008/09 in der zweiten Liga. In der Saison 2012/13 schafften sie den Aufstieg in die Süperlig. Ab der Saison 2013/14 sind zwei Mannschaften aus Kayseri in der Süperlig vertreten.
Die Basketballmannschaft Kayseri Kaski Spor Kulübü wurde 1986 unter dem Namen TED Kayseri Koleji Kulübü gegründet. 2005–2006 ist er in die 1. Liga aufgestiegen und belegte damals den 9. Platz. Im Jahre 2009–2010 wurde er von Panküp Şeker Spor übernommen. Aufgrund diverser Probleme bei Kayseri Şeker Fabrikası kam es zur Schließung des Vereins. Auf Veranlassung des Bürgermeisters Mehmet Özhaseki wurde am 24. August 2011 eine außerordentliche Sitzung einberufen und dem Wasserversorger Kaski die Aufgabe, für den regelrechten Betrieb dieser Basketballmannschaft zu sorgen, erteilt. Seit ihrem Aufstieg spielt sie sowohl national als auch international. Der Austragungsort der Spiele ist das nördlich in der Nähe des Erkilet-Flughafens gelegene Kadir-Has-Kongress- und Sportzentrum mit einer Kapazität von 7.500 Plätzen. Es war bei der Basketball-Weltmeisterschaft 2010 Austragungsort diverser Länderspiele.

### Kadir-Has-Stadion und Atatürk-Sport-Zentrum
Das Stadion (Kadir Has Şehir Stadyumu) bietet Platz für 32.864 Zuschauer. Es wurde im Februar 2009 fertiggestellt und entspricht den UEFA-Kriterien. Die Kosten für den Neubau beliefen sich auf 56.983.000 TL (ca. 30 Mio. €). In diesem Stadion finden auch Länderspiele der türkischen Nationalmannschaft statt.
Der erst vor kurzem errichtete Atatürk-Sportbau (Atatürk Spor Kompleksi) beinhaltet ein Schwimmbecken, einen Sportsalon mit einer Kapazität von 1000 Plätzen, einen 1500 Zuschauer umfassenden Rasenfußballplatz, eine Leichtathletiklaufbahn und drei Tennisplätze. Sowohl das Schwimmbecken als auch die Laufbahn erfüllen Olympiakriterien.

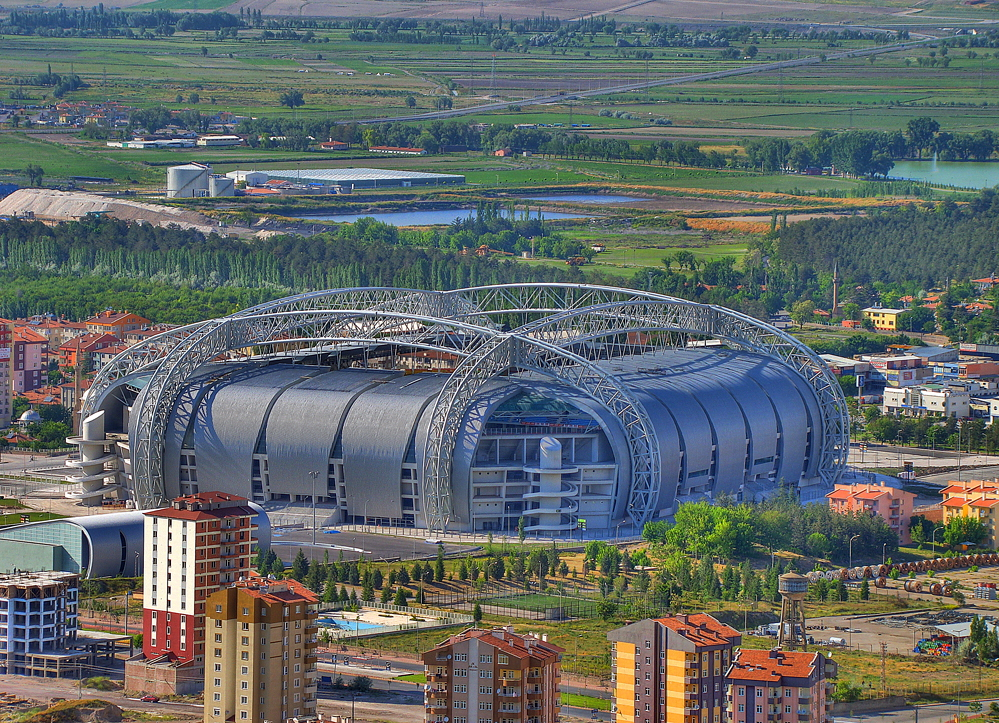
Kadir-Has-Stadion von außen

Kadir-Has-Stadion von innen

Daten zum Stadion:
| Gesamtfläche                | 196.000 m² |
| Zuschauer                   | 32.864     |
| 16 Personen Logen           | 24         |
| 23 Personen Logen           | 2          |
| 80 Personen Café            | 1          |
| 100 Personen Restaurant     | 1          |
| Grünfläche                  | 26.867 m²  |
| Einkaufszentrum             | 5000 m²    |
| Fan-Artikel-Shop            | 1000 m²    |
| Verwaltungs- und UEFA-Büros | 5000 m²    |
| Parkplatz                   | 1785 PKW   |

## Wirtschaft und Verkehr
Kayseri ist eines der wichtigsten Industrie- und Handelszentren des Landes, die Stadt hat das größte Industriegebiet der Türkei. 80 Prozent der türkischen Möbelproduktion kommt aus Kayseri, aber auch Türen, Metalle, Haushaltswaren, Lebensmittel werden in der Stadt hergestellt. Kayseri ist ein Verkehrsknotenpunkt der Türkei und verfügt neben einem internationalen Flughafen (Erkilet Airport) über zentrale Eisenbahnanbindungen. Die Verbindungen in andere Städte sind mit Autobahnen und mehrspurigen Landstraßen gut ausgebaut.

### Flughafen Erkilet
Der Flughafen Kayseri im Ortsteil Erkilet wurde zwischen 2005 und 2010 so umgebaut, dass nunmehr die Kapazität auf 3 Mio. für Inlandsflüge (2,5 Mio. für Auslandsflüge) angestiegen ist. Das Flughafengelände bemisst nun 11.000 m². Die von Passagieren benutzbare Fläche beträgt nun 4000 m².

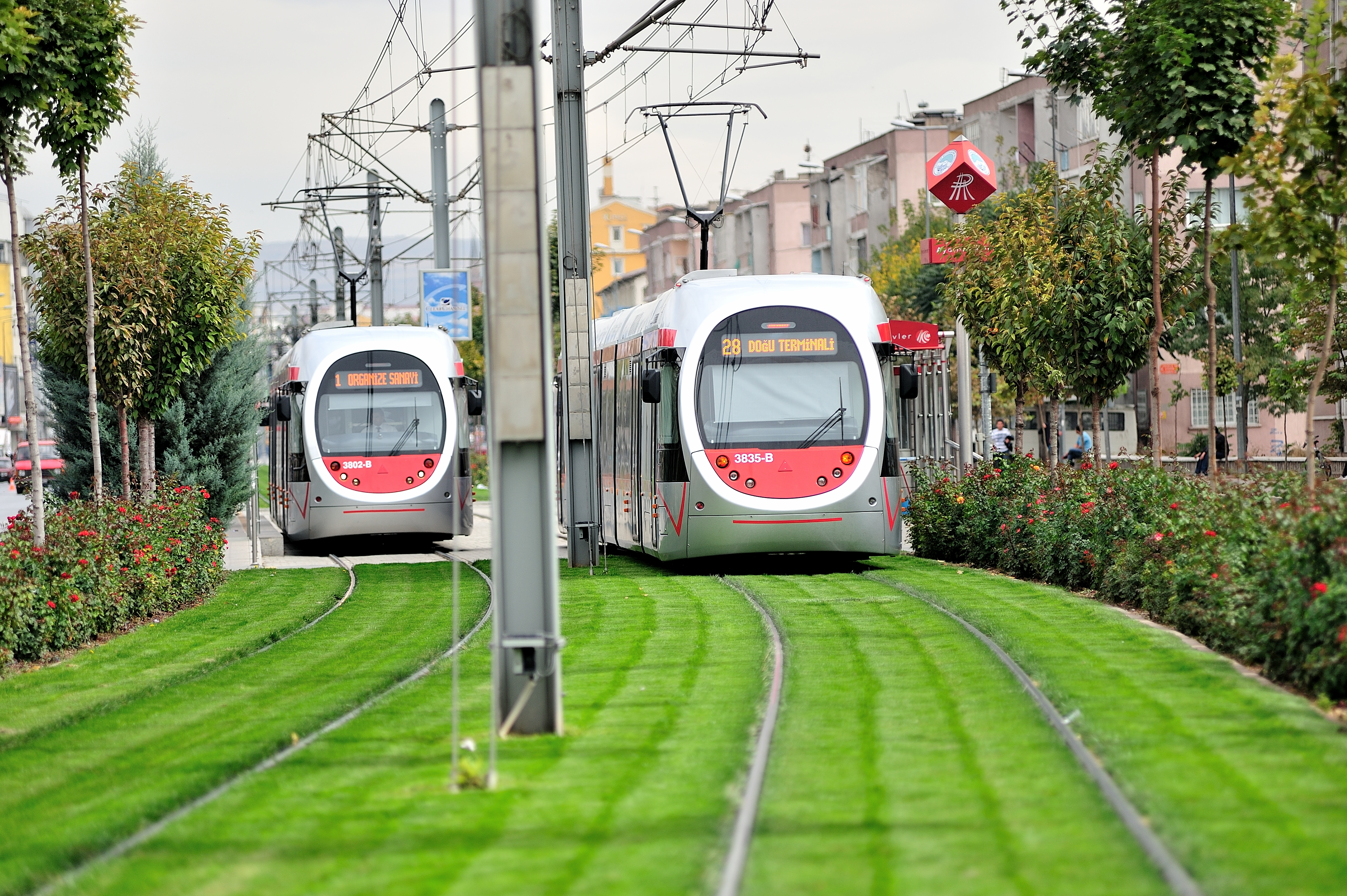
Kayseray

### Straßenbahn KayseRay

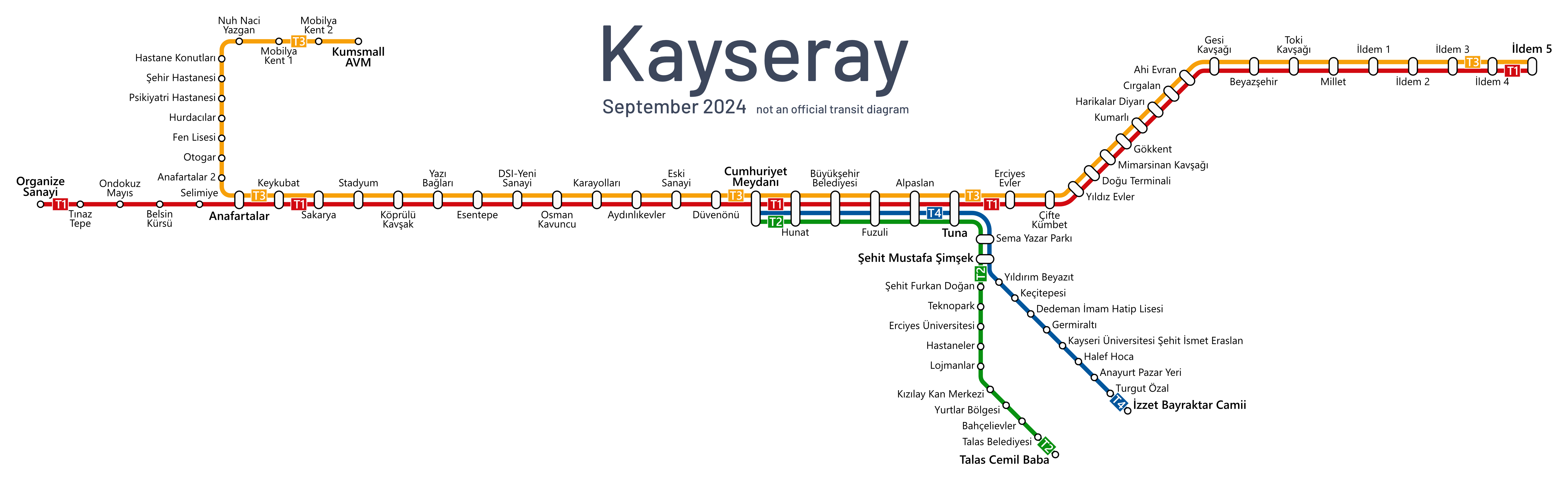
Liniennetzplan der Straßenbahn (September 2024)

Um den motorisierten Verkehr in der Stadtmitte zu reduzieren, wurde in Kayseri ein Straßenbahnsystem errichtet und im August 2009 eröffnet sowie 2014 und 2023 um mehrere Streckenabschnitte erweitert.

### Einkaufszentren

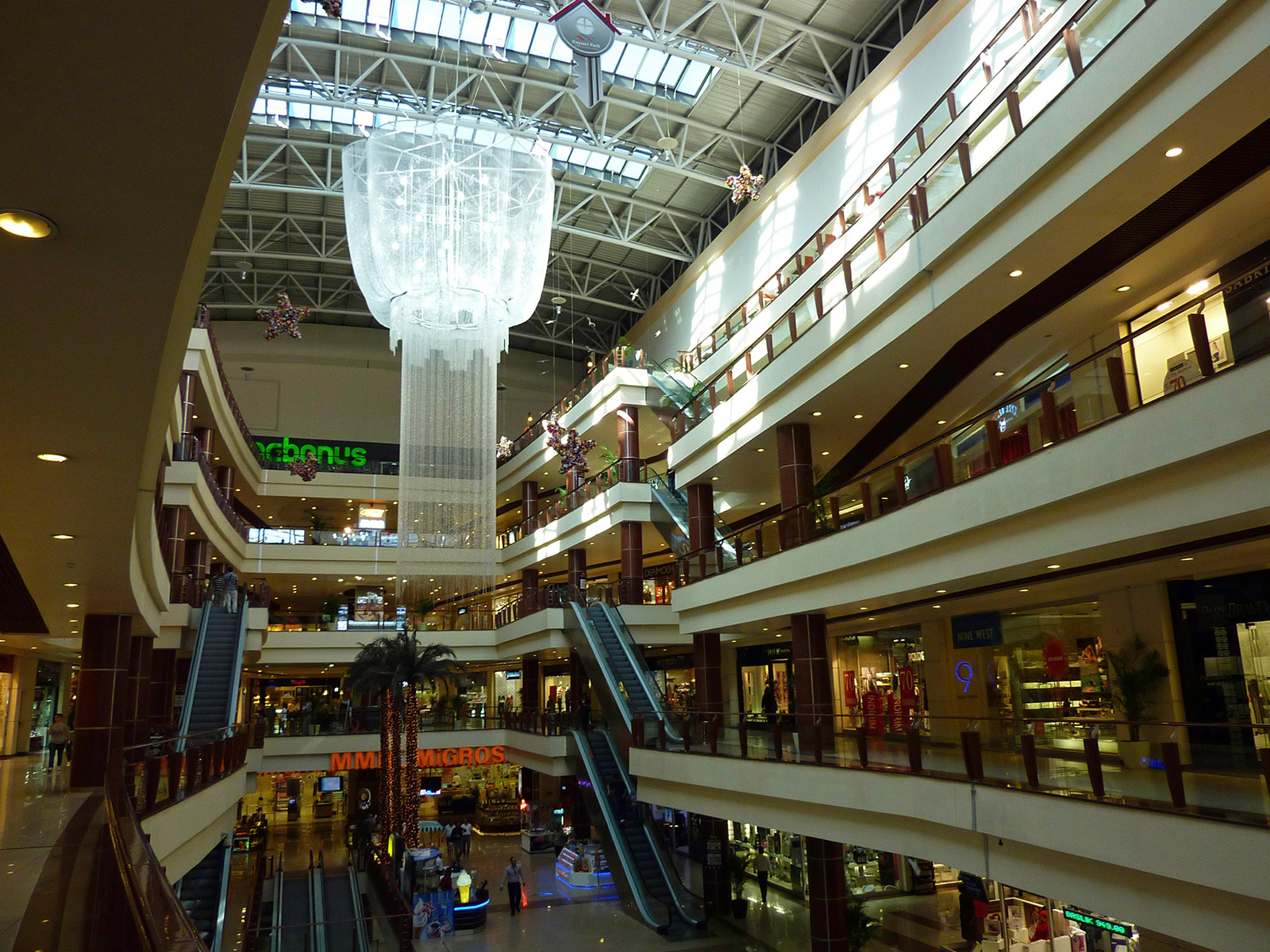
Kayseri-Park

Das im Dezember 2011 eröffnete Forum Kayseri, das auf dem Platz des alten Stadions errichtet wurde, hat vier Stockwerke mit einer Gesamtfläche von 65.000 m². Es ist damit derzeit das größte Einkaufszentrum der Stadt.
| Name          | Fläche (m²) | Geschäfte | Eröffnung | Lage       | monatl. Besucherzahl |
| ------------- | ----------- | --------- | --------- | ---------- | -------------------- |
| Forum Kayseri | 65.000      | 190       | 2011      | Stadtmitte |                      |
| Başyazıcıoğlu | 55.000      | 70        | 2011      | östlich    |                      |
| Optimall      | 50.000      | 22        | 2009      | östlich    |                      |
| Meysu         | 50.000      | 22        | 2011      | westlich   |                      |
| Ipeksaray     | 38.000      | 50        | 2006      | östlich    | 250.000              |
| Kayseri Park  | 27.000      | 120       | 2006      | östlich    | 680.000              |

## Städtepartnerschaften
- Krefeld, Deutschland[18][19]
- Yongin, Südkorea[18]
- Mostar, Bosnien und Herzegowina[18]
- Homs, Syrien[18]
- Naltschik, Russland[18]
- Regionalverband Saarbrücken, Deutschland[18]

## Persönlichkeiten
Am 29. Oktober 1950 wurde der Politiker und 11. Präsident der Republik Türkei Abdullah Gül geboren. In der Nähe von Kayseri wurde 1933 der Industrielle und Philanthrop Sakıp Sabancı geboren, der landesweit diverse Unternehmen aufbaute und in jungen Jahren, um Arbeit zu finden, nach Adana zog. Auch andere Industrielle, wie Halit Narin (Narin Tekstil), der Unternehmer Kadir Has (Has Holding), İzzet Özilhan (Anadolu Grubu), Hacı Boydak (Boydak Holding-İstikbal) oder Necati Kurmel (Saray Halı) kommen aus dieser Stadt.
- Kazım Abacı (* 1965), Politiker
- Hulusi Akar (* 1952), Politiker (AKP)
- Basilius von Caesarea (≈330–379), bedeutender Kirchenlehrer, Bischof und Heiliger
- Sinan Bolat (* 1988), Fußballtorwart
- Umut Bulut (* 1983), Fußballspieler
- Oğuz Büyükberber (* 1970), Jazzmusiker
- Atilla Engin (1946–2019), Musiker, Bandleader und Komponist
- Nebahat Güçlü (* 1965), deutsch-türkische Politikerin (SPD)
- Sarkis Kalfa († spät. 1740), armenischer Architekt
- Dudu Karakaya (* 1985), Langstreckenläuferin
- Teodor Kasap (1835–1897), Herausgeber
- Dikran Khan Kelekian (1868–1951), armenisch-amerikanischer Kunsthändler und Kunstsammler
- Diran Kelekian (1862–1915), armenischer Journalist
- Hagop Kevorkian (1872–1962), amerikanischer Kunstsammler und Mäzen
- Kenan Koçak (* 1981), Fußballspieler und -trainer
- Tuğba Koyuncu (* 1991), Mittelstreckenläuferin
- Lütfi (1833–1898), armenischer Lyriker und Journalist
- Erdal Merdan (1949–2010), in Deutschland wirkender Theater- und Hörspielautor sowie Schauspieler und Regisseur
- Melek Mosso (* 1988), Musikerin
- Metin Türköz (1937–2022), Musiker
- Mihran Nakkashian (1850–1944), armenischer Herausgeber und Publizist
- Celil Oker (1952–2019), Schriftsteller
- Eren Önsöz (* 1972), Rundfunkautorin und Filmemacherin
- İbrahim Öztürk (* 1981), Fußballspieler
- Sinan (≈1490–1588), osmanischer Architekt
- Ali Turan (* 1983), Fußballspieler
- Hacı-Halil Uslucan (* 1965), deutscher Psychologe und Soziologe
- Sakıp Sabancı (1933–2004), Unternehmer
- Menekşe Toprak (* 1970), deutsch-türkische Autorin, literarische Übersetzerin und Kulturjournalistin
- Sarkis Torossian (1891–1954), armenischer Kommandant in der osmanischen Armee
- Mehmet Yıldız (* 1977),  deutsch-türkischer Politiker (Linkspartei)

## Galerie

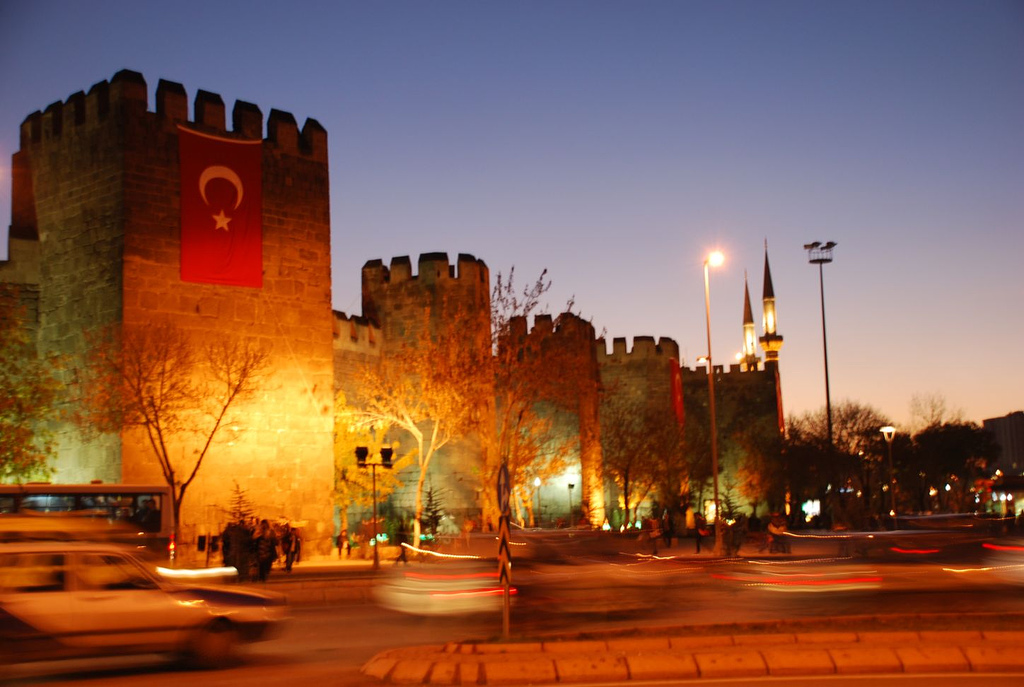
Die Stadtmauern
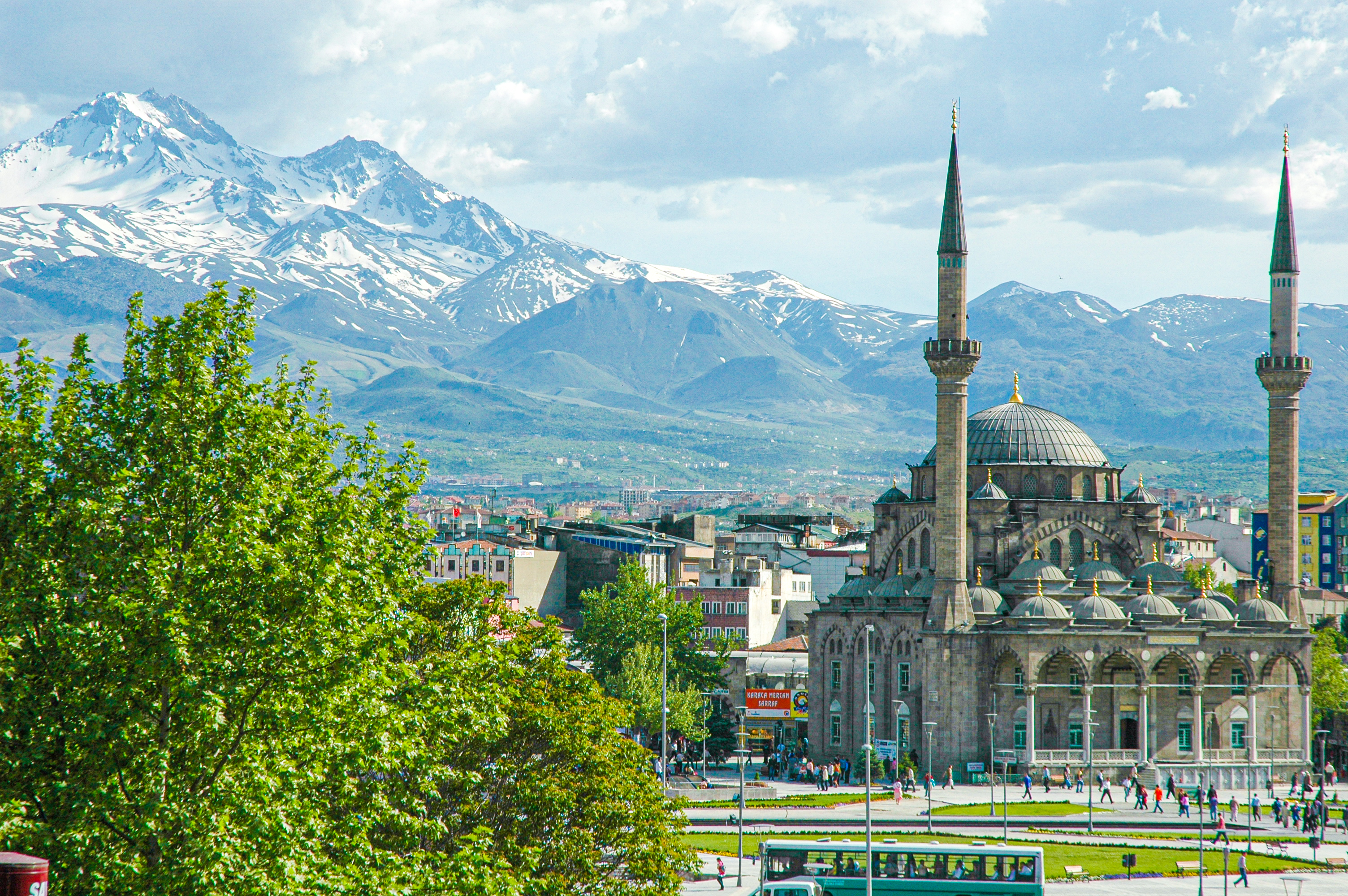
Bürüngüz-Moschee und Berg Erciyes
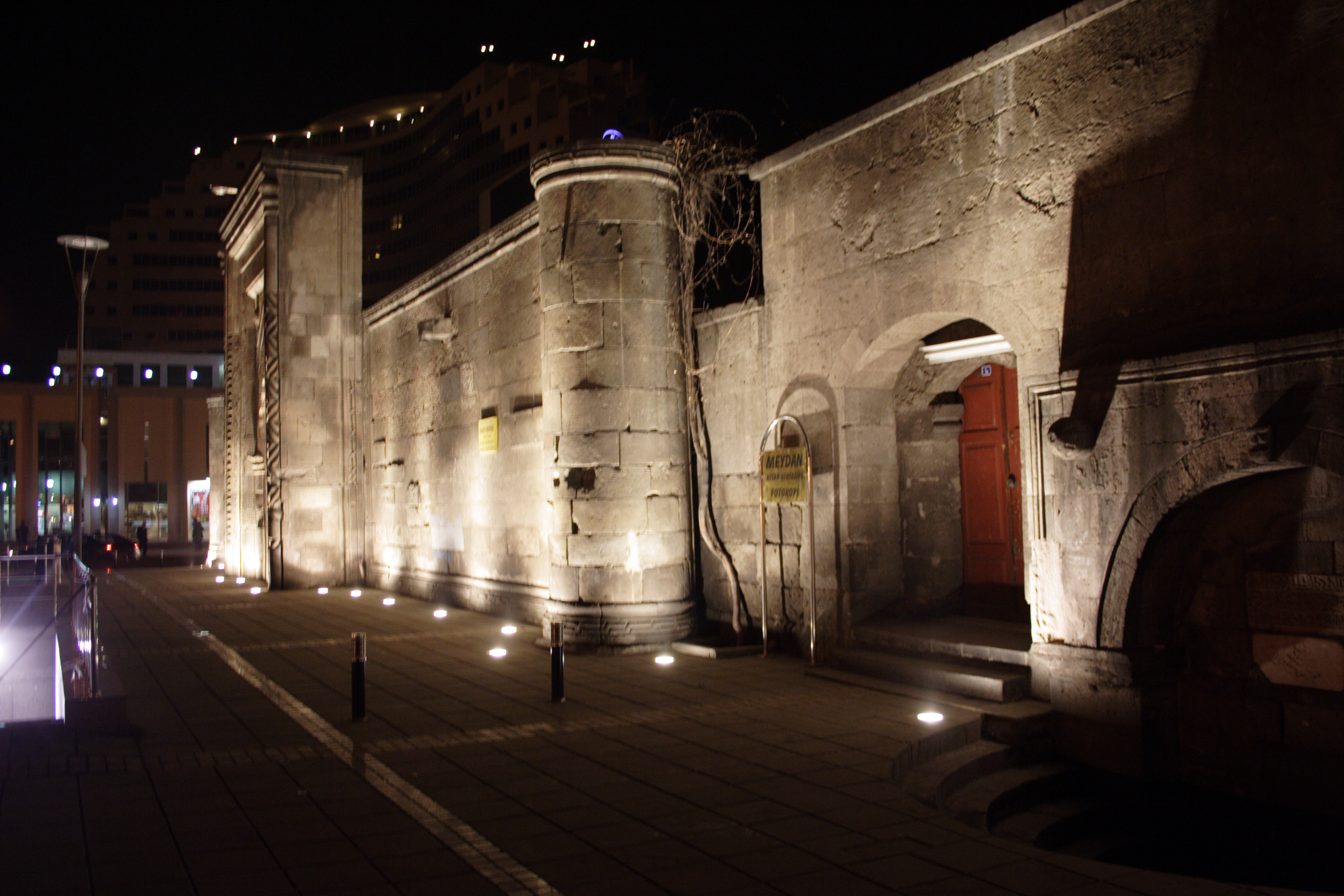
Sahabiye-Medrese
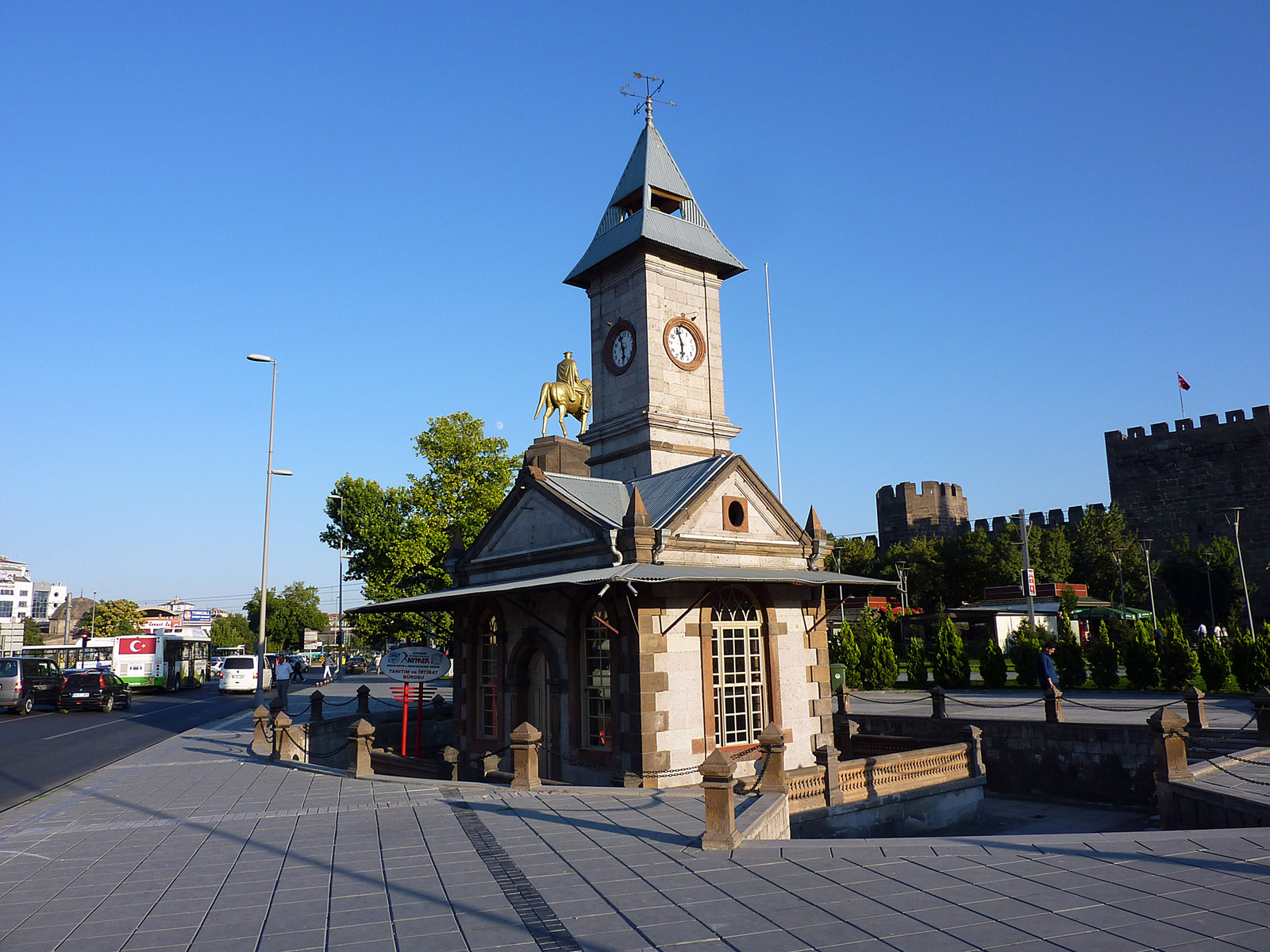
Uhrturm von Kayseri
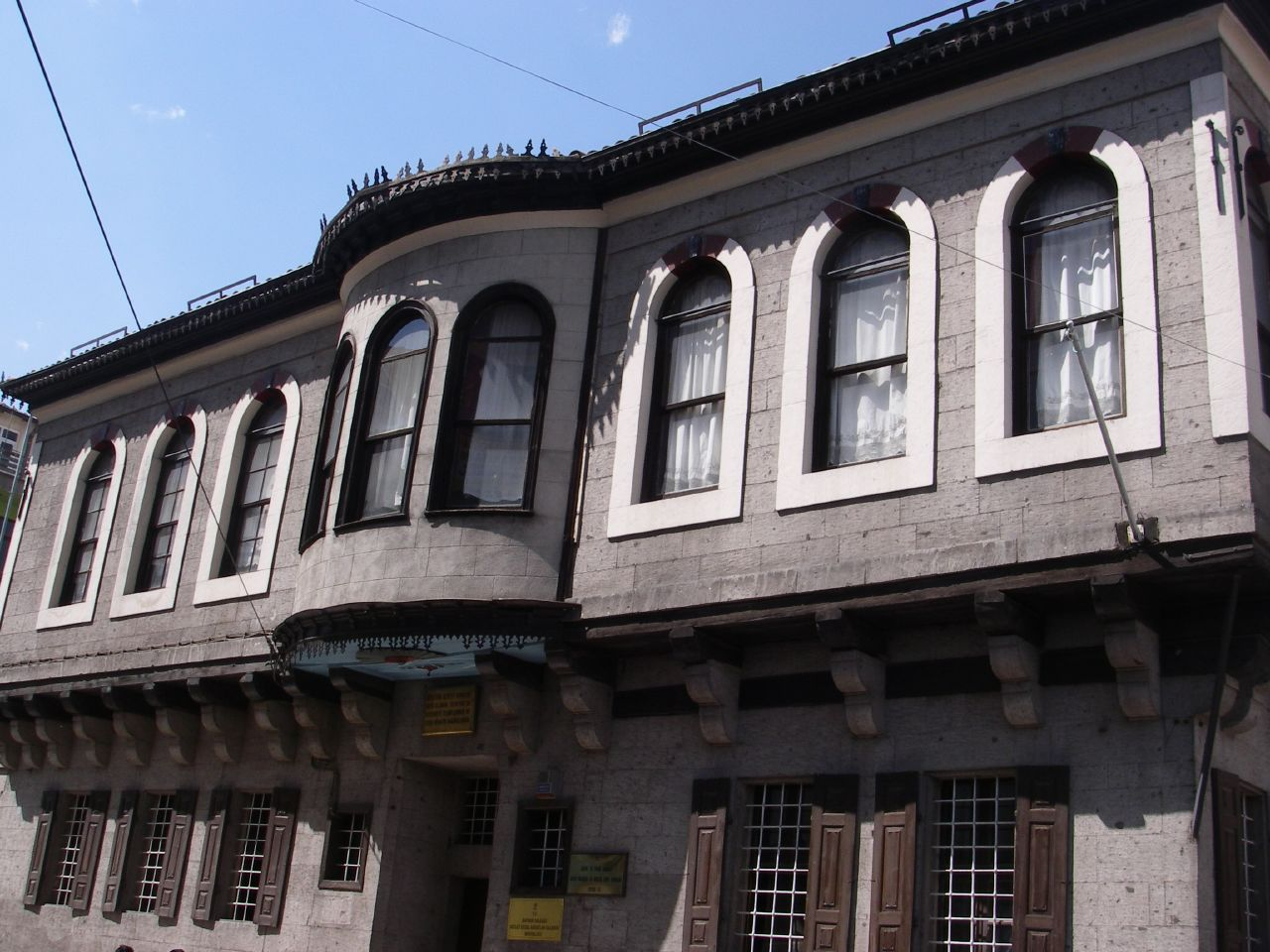
Villa von Mustafa Kemal Atatürk
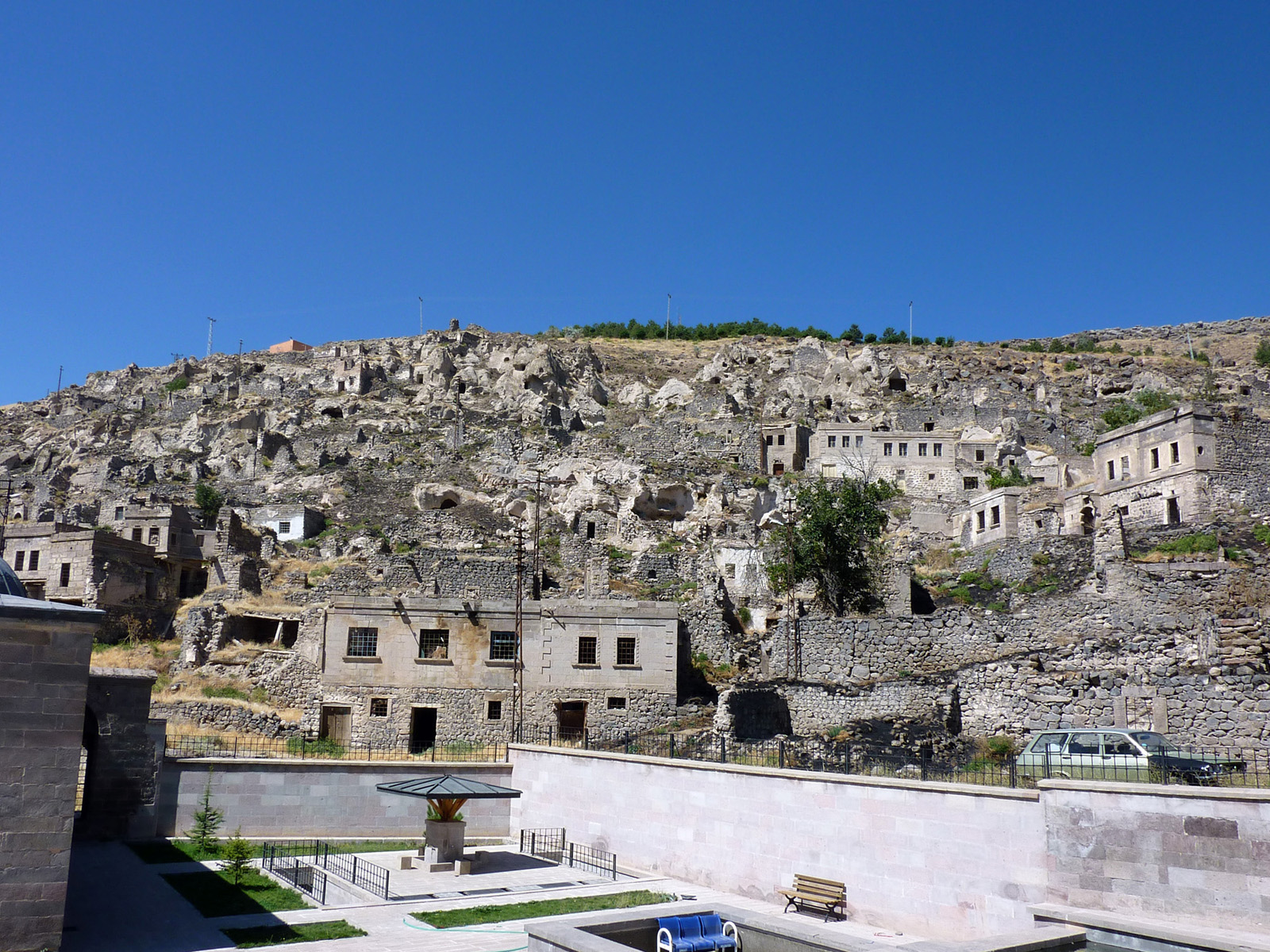
Mağralar Erkilet-Kayseri
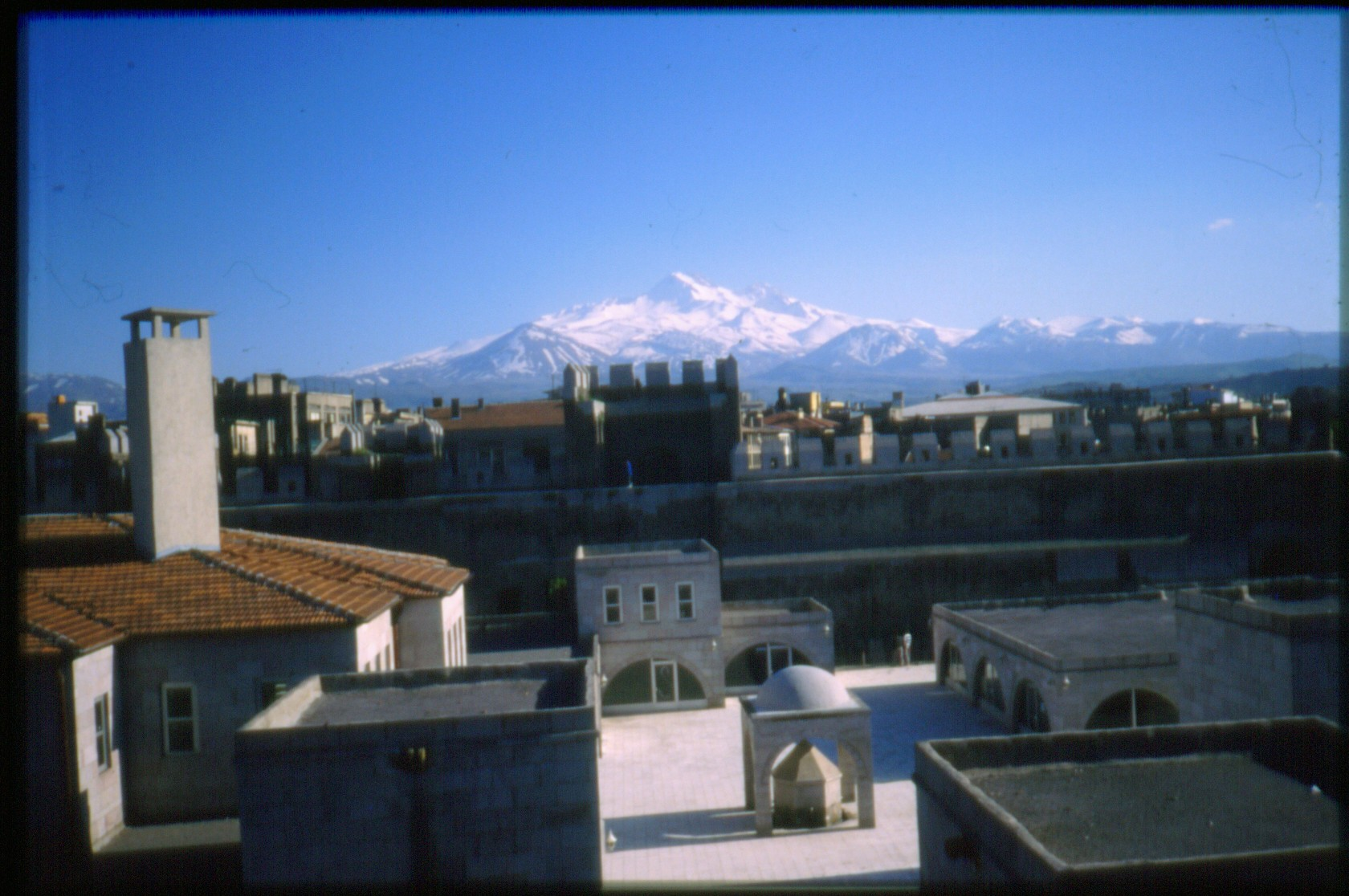
Kayseri mit dem Berg Erciyes im Hintergrund
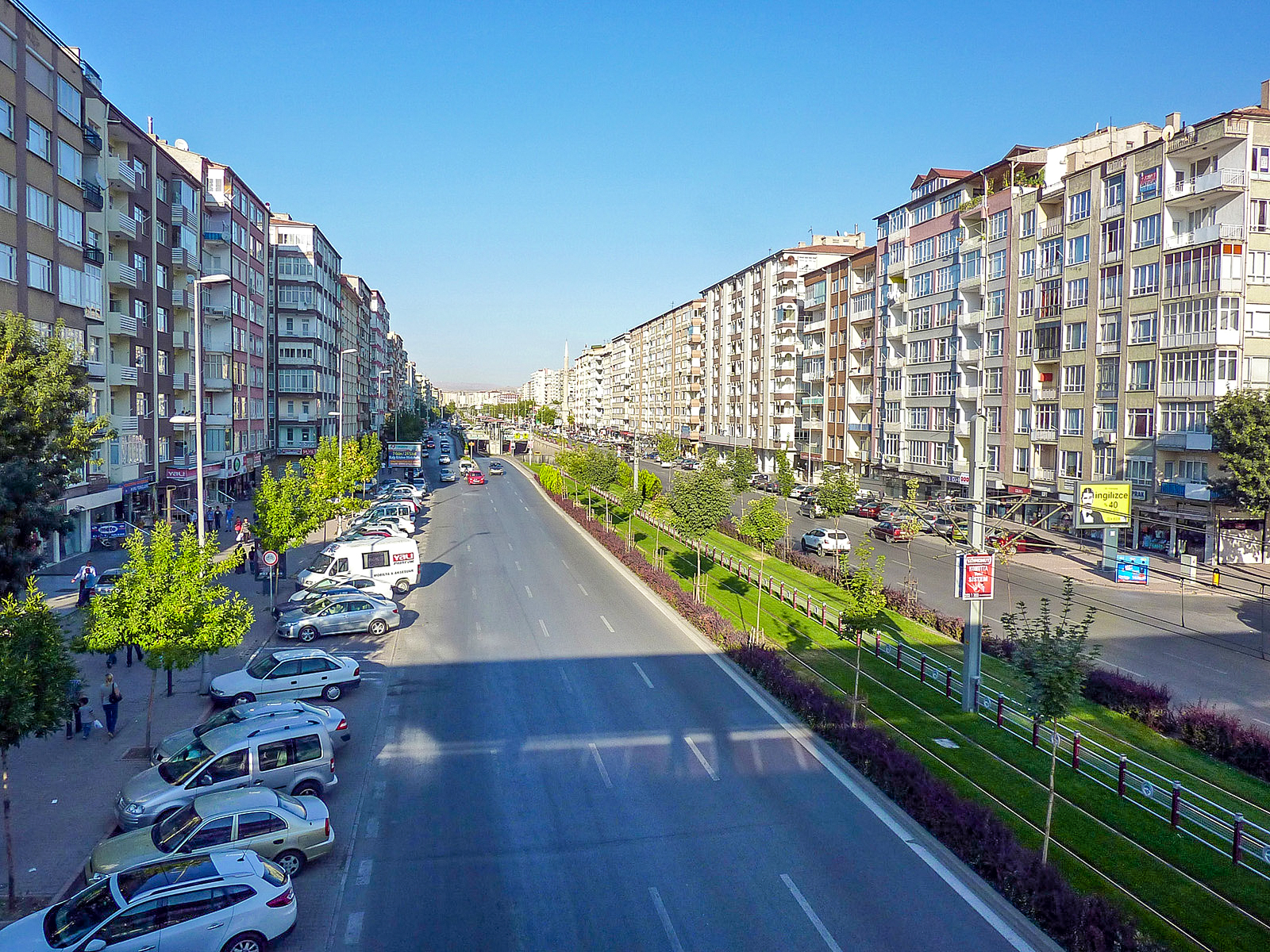
Sivas Caddesi
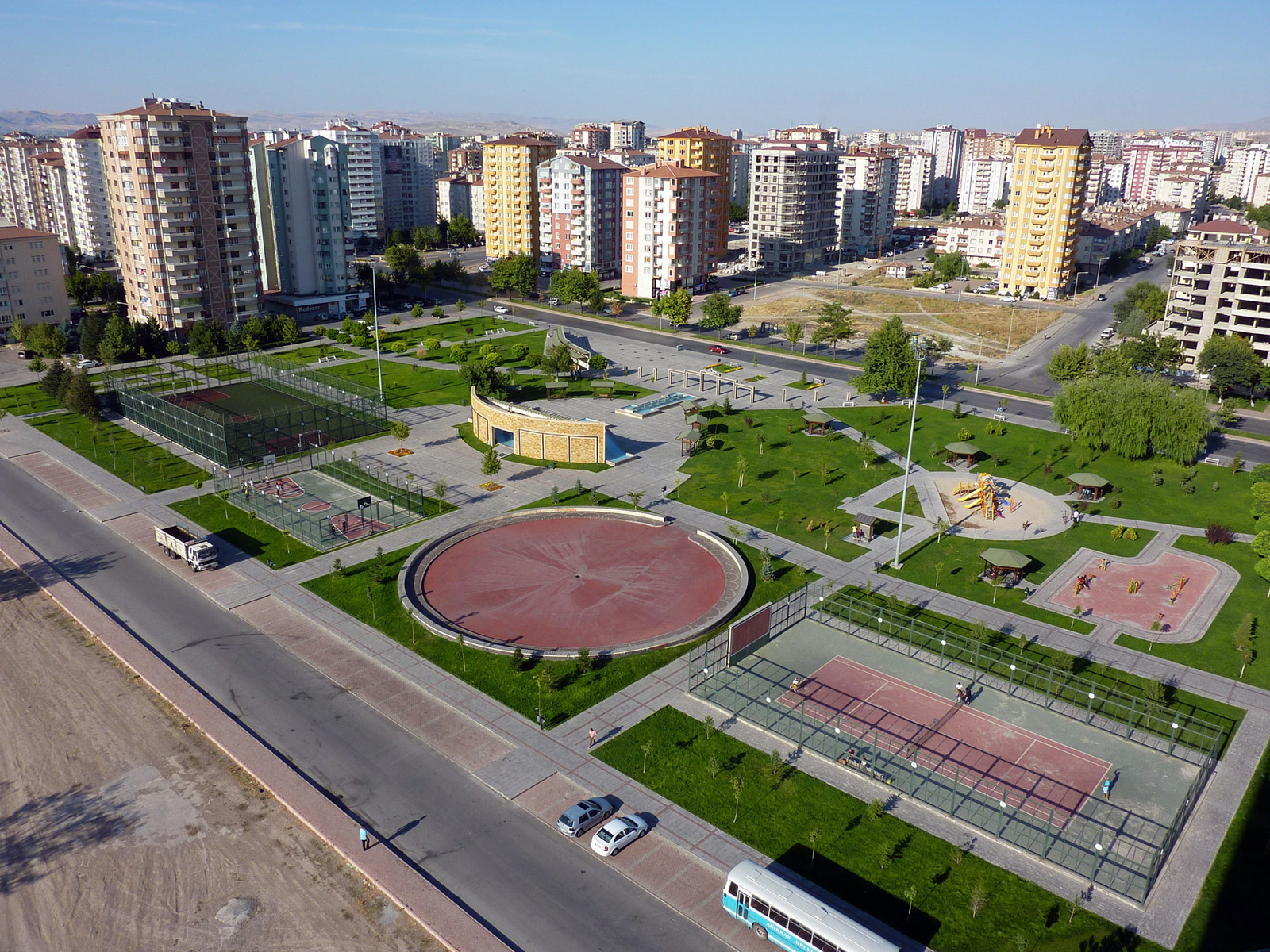
Tuna-Park